# زمان أباد (فهرج)
زمان أباد (بالفارسية: زمان‌آباد) هي قرية تقع في البلدة المركزية في إيران. يقدر عدد سكانها بـ 18 نسمة.